# Monacan Indijanci
Monacan, pleme i labavi plemenski savez Siouanskih plemena s gornjeg toka rijeke James u Virginiji, srodnih plemenima Manahoac, Tutelo i Saponi. Potomci im danas žive u Virginiji u okrugu Amherst (1.400; 2005.) gdje su 1989. priznati od matične države. 

## Ime
Moguće (Hodge, Swanton) iz Algonquian jezika u značenju "digging stick," ili "spade." 

## Plemena saveza
Monacani su okupljali u svoj savez više plemena. W. J. McGee navodi:
- Monacan
- Meipontsky
- Mahoc (?)
- Nuntaneuck ili Nuntaly
- Moneton ili Mohetan

Hodge spominje plemenske grupe: Massinacac, Mohemencho, Monahassano, Monasiccapano, uz napomenu da to nisu sve. Njegovo pleme Monahassano ili Monahassanugh identificiraju se s Nahyssan Indijancima i kasnije će biti poznati kao Yesan

## Sela
D. I. Bushnell, Jr. navodi sela Massinacack na desnoj obali rijeke James, oko ušća Mohawk Creeka; Mohemencho, na južnoj obali rijeke James, koje je po istom autoru kasnije poznato kao Monacan Town; Rassawek, blizu mjesta gdje se spajaju James i Rivanna.

## Povijest
Domovina plemena Monacan nalazi se u području planina Bear Mountain već nekoliko tisuća godina, a njihovo porijeklo moglo bi biti u dolini rijeke Ohio, gdje su se prema nekim znanstvenicima formirala plemena porodice Siouan, nakon čega je došlo do seoba na zapad i istok. Monacane prvi susreće kapetan John Smith 1607. koji istražuje rijeku James, a već sljedeće godine posjećuje ih kapetan Christopher Newport koji otkriva dva sela. Kao saveznici Manahoaca bili su i neprijatelji konfederacije Powhatan. Većina ih nestaje u ratovima pa ih je do 1699. preostalo svega 100, a hugenoti zauzimaju njihovo selo Mohemencho. Njihovi ostaci po svoj prilici priključuju se Saponima i Tutelima na mjestu Fort Christanna. 

## Etnografija
Kultura plemena u savezu Monacana veoma je nalik onoj kod Powhatana, uz tu razliku što njihova sela nisu bila zaštićena palisadama, a pripada jugoistočnom kulturnom području. Monacani su kombinirali agrikulturu s lovom, [ribolov]om i sakupljanjem. Žene su sakupljale orahe, bobice i drugo bilje i voće, te uzgajali kukuruz, grah i tikve i neke druge kulture. Ženski posao bila je i izrada predmeta za domaćinstvo iz drveta, kostiju, životinjske kože i drugih prirodnih materijala koji su i bili dostupni. Muški posao bio je lov (uključujući bizona, medvjeda), ribolov i rat. Bavili su se i košaraštvom i lončarstvom a glavna trgovačka roba bio je bakar koji su trgovali s drugim plemenima. Sela Monacana imala su i parne kupelji, saune, koje su se nalazile u posebnim kolibama, a do pare su dolazili polijevanjem vode po vrućem ugljenu. Svoje mrtve Monacani su tisućama godina sahranjivali u svetim moundima posebno građenim za tu svrhu, a izučavao ih je Dr. Jeffrey Hantman s Virginijskog sveučilišta.

## Vanjske poveznice
- The Monacan Indians of Virginia  Arhivirana inačica izvorne stranice od 5. kolovoza 2002. (Wayback Machine)
- The Monacan Indians  Arhivirana inačica izvorne stranice od 13. siječnja 2008. (Wayback Machine)
- Monacan Indian Tribe